# Diocèse de Doumé-Abong' Mbang
 (juillet 2022).
Si vous disposez d'ouvrages ou d'articles de référence ou si vous connaissez des sites web de qualité traitant du thème abordé ici, merci de compléter l'article en donnant les références utiles à sa vérifiabilité et en les liant à la section « Notes et références ».
Le Diocèse de Doumé-Abong' Mbang, (Dioecesis Dumensis-Abongensis-Mbangensis) est un diocèse de l'église catholique camerounaise suffragant de l'Archidiocèse de Bertoua.

## Histoire
Le vicariat apostolique camerounais de Doumé est créé le 3 mars 1949 par détachement de celui de Yaoundé.
Il est érigé en évêché de Doumé le 14 septembre 1955.
Ce dernier change de dénomination le 17 mars 1983 pour devenir l'évêché de Doumé-Abong-Mbang.

## Vicaires apostoliques
- 3 mars 1949-1951 : René Graffin, vicaire apostolique de Doumé.
- 1951-14 septembre 1955 : Jacques Teerenstra, vicaire apostolique de Doumé.

## Évêques
- 14 septembre 1955-28 janvier 1961 : Jacques Teerenstra, promu évêque de Doumé.
- 16 avril 1962-17 mars 1983 :  Lambertus van Heygen (Lambertus Johannes van Heygen), évêque de Doumé; devient évêque de Bertoua.
- 17 mars 1983-24 février 1995 : Pierre Augustin Tchouanga
- 24 février 1995-24 janvier 1997 : siège vacant
- depuis le 24 janvier 1997 : Jan Ozga